# طريق 80 (الأردن)
الطريق السريع 80 هو طريق سريع شرقي غربي قصير في جنوب الأردن، بُني في الستينيات. يبدأ من الطريق السريع 15 ويربطه بالعقبة على بعد 13 كم من الغرب وينتهي بالطريق السريع 65.